# بدرالدین مسعود دوم خورشیدی
بدرالدین مسعود دوم فرزند اتابک فلک الدین حسن نهمین اتابک لر کوچک است. او همچنین پدر عزالدین حسین دوم و دولت خاتون سیزدهمین و چهاردهمین اتابک لر کوچک می‌باشد.

## فرزندان بدرالدین مسعود دوم
ایرج کاظمی در کتاب «مشاهیر لر» و علی‌محمد ساکی در کتاب «جغرافیای تاریخی و تاریخ لرستان» و نصرت میر در کتاب «تاریخ پانصد ساله لرستان» او را پدر دولت خاتون و اتابک عزالدین حسین دوم ذکر کرده‌اند.

## طوایف لر کوچک
در کتاب تاریخ مغول نوشته عباس اقبال مورخ نامدار ایرانی در مبحث لر کوچک آمده‌است:
طوایف لر کوچک (استان‌های لرستان و ایلام امروزی) قبایلی بودند مخلوط از کردان آسیای صغیر و لران ایرانی که در حدود بین عراق عجم و عراق عرب ییلاق و قشلاق می‌کردند و خراج خود را به دیوان بغداد می‌دادند و کمتر موقعی می‌شد که حاکمی بر خود داشته باشند. — عباس اقبال، کتاب کتاب تاریخ مغول، صفحه ۴۴۹ 